# Tectaria zollingeri
Tectaria zollingeri är en ormbunkeart som först beskrevs av Kurz, och fick sitt nu gällande namn av Holtt. Tectaria zollingeri ingår i släktet Tectaria och familjen Tectariaceae. Inga underarter finns listade.